# EUFOR RD Congo

Logo da EUFOR RD Congo.

EUFOR RD Congo foi uma operação militar da União Europeia na República Democrática do Congo criada em 2006 durante o processo eleitoral no país. 
O Conselho de Segurança das Nações Unidas aprovou a Resolução 1671 que autorizou a implantação temporária de uma força da União Europeia para apoiar a Missão das Nações Unidas na República Democrática do Congo (MONUC) durante o período abrangendo as eleições gerais na República Democrática do Congo, iniciadas em 30 de julho de 2006. A operação foi lançada em 12 de junho de 2006 e terminou 30 de novembro de 2006.